# Santos
Santos je město státu São Paulo v jihovýchodní Brazílii.
Město má 419 400 obyvatel (údaj z roku 2010) a rozkládá se na 280,3 km². Přístav v Santos je největším kontejnerovým přístavem na jihoamerickém kontinentu.

## Sport
Ve městě sídlí slavný fotbalový klub Santos FC, za který hrál v letech 1956–1974 Pelé.
Konala se zde část Mistrovství světa v házené žen 2011.

## Partnerská města
- Ansião, Portugalsko (od roku 1996)
- Arouca, Portugalsko (2001)
- Colón, Panama (2006)
- Coimbra, Portugalsko (1980)
- Constanța, Rumunsko (2001)
- Funchal, Portugalsko (1988)
- Havana, Kuba (1995)
- Nagasaki, Japonsko (1972)
- Ning-po, Čína (2000)
- Šimonoseki, Japonsko (1971)
- Tchaj-čou, Čína (1995)
- Terst, Itálie (1978)
- Ulsan, Korea (2002)
- Ushuaia, Argentina (1994)

Zdroj